# Antonio Berlese

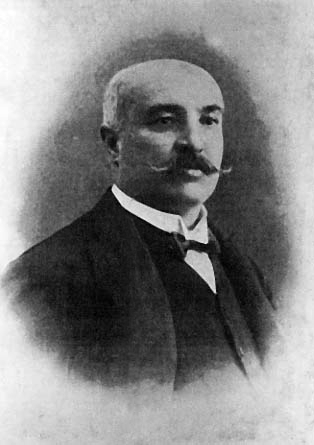
Antonio Berlese

Antonio Berlese (* 26. Juni 1863 in Padua; † 24. Oktober 1927 in  Florenz) war ein italienischer Entomologe.
Berlese untersuchte hauptsächlich die Schädlinge von Obstbäumen. Er veröffentlichte über 300 Artikel und das Buch Gli insetti loro organizzazione, sviluppo, abitudini e rapporti con l’uomo (in zwei Bänden, 1904 und 1923).
Sein Autorenkürzel in der Taxonomie bzw. Nomenklatur ist Berlese.

Berlesetrichter

Berlese erfand den Berlesetrichter, ein weithin benutztes Gerät zur dynamischen Auslese von Bodeninsekten und anderen Bodenlebewesen.
Ein Trichter (E) enthält die Bodenprobe (D). Die Wärme (F)  etwa einer Glühlampe (G) erhitzt die Bodenprobe. Die Bodenlebewesen versuchen, der Austrocknung und dem Licht zu entkommen und wandern nach unten. Schließlich fallen sie durch einen Filter (C) in den mit einer Konservierungsflüssigkeit (A) gefüllten Auffangbehälter (B).
Die Lagerung der Bodensubstratprobe (D) ist im Bild links nur schematisch dargestellt: Im Allgemeinen wird die Probe nicht zerkrümelt und in den Trichter geschüttet, sondern höchstens leicht aufgebrochen oder als Ganzes kopfüber auf eine Siebunterlage gesetzt, die den Anteil von Bodensubstrat im Auffanggefäß (B) verringern soll. Die Positionierung auf dem Kopf bewirkt, dass sich die Bodenorganismen entlang der nach unten sich nun erweiternden Bodenporen fortbewegen können und nicht etwa in zunehmend engeren Bodenporen stecken bleiben.
Dieser Typ von Extraktion wird nach den Erstbeschreibern üblicherweise als Berlese- oder Tullgrentrichter bezeichnet. Berlese beschrieb 1905 die Trichtermethode mit Erwärmung durch einen Warmwassermantel, Albert Tullgren führte 1918 die Erwärmung von oben mit einer Glühlampe ein. Da die Austreibung unter einer Glühlampe sich weitgehend durchgesetzt hat, wird die Apparatur heute als Berlese-Tullgren-Trichter bezeichnet.
Nach Berlese ist außerdem ein Typ von wasserhaltigen Einbettungsmedien für die mikroskopische Untersuchung von Kleinarthropoden benannt, den außer dem üblichen Anteil von Chloralhydrat und Gummi arabicum das Fehlen von Glycerin kennzeichnet, das hier durch Essigsäure und Glucose ersetzt wird. Laut neueren Untersuchungen hat Berlese allerdings nicht diesen Typ, sondern ein glycerinhaltiges Medium nach Hoyer für seine mikroskopischen Präparate benutzt.